# Wolfgang Eder (Geologe)
Franz Wolfgang Eder (* 1942) ist ein deutscher Geologe.

## Leben
Eder studierte ab 1961 Geologie in Tübingen, Göttingen und München. 1966 erhielt er sein Diplom in Göttingen, war danach dort wissenschaftlicher Mitarbeiter und wurde 1970 in Göttingen promoviert (Riff-nahe Kalk-Turbidite des Mitteldedon, Garbecker Kalk, Deutschland). Danach war er wissenschaftlicher Sekretär des Sonderforschungsbereichs „SFB 48“ (Entwicklung, Bestand und Eigenschaften der Erdkruste) in Göttingen und 1981 bis 1991 Sekretär der Geokommission der Deutschen Forschungsgemeinschaft in Bonn. In dieser Funktion war er auch nationaler Vertreter des IGCP (International Geoscience Programme) und ILP (International Lithosphere Programme) und war an der Organisation des KTB (Kontinentales Tiefbohrprojekt Deutschlands) und dem Aufbau von GEOMAR in Kiel beteiligt. Von 1992 bis 2005 war er bei der UNESCO in Paris als Direktor der Abteilung Geowissenschaften. In dieser Funktion war er wesentlich an der Entwicklung einer internationalen Geopark-Initiative beteiligt und Sekretär von IGCP.
Er ist seit 2008 Ehrenmitglied der Geologischen Vereinigung, Mitglied der Akademie der Geowissenschaften zu Hannover und er ist korrespondierendes Mitglied der Geologischen Bundesanstalt in Wien.
Er war Mitherausgeber von Intercontinental fold belts (ab 1983).